# Bezirksliga Oberschlesien 1938/39
De Bezirksliga Oberschlesien 1938/39 was het zesde voetbalkampioenschap van de Bezirksliga Oberschlesien, het tweede niveau onder de Gauliga Schlesien en een van de drie reeksen die de tweede klasse vormden. Beuthener SuSV 09 werd kampioen en ging naar de eindronde voor promotie, met de twee andere regionale kampioenen en werd eerste waardoor ze promoveerden. 

## Bezirksliga

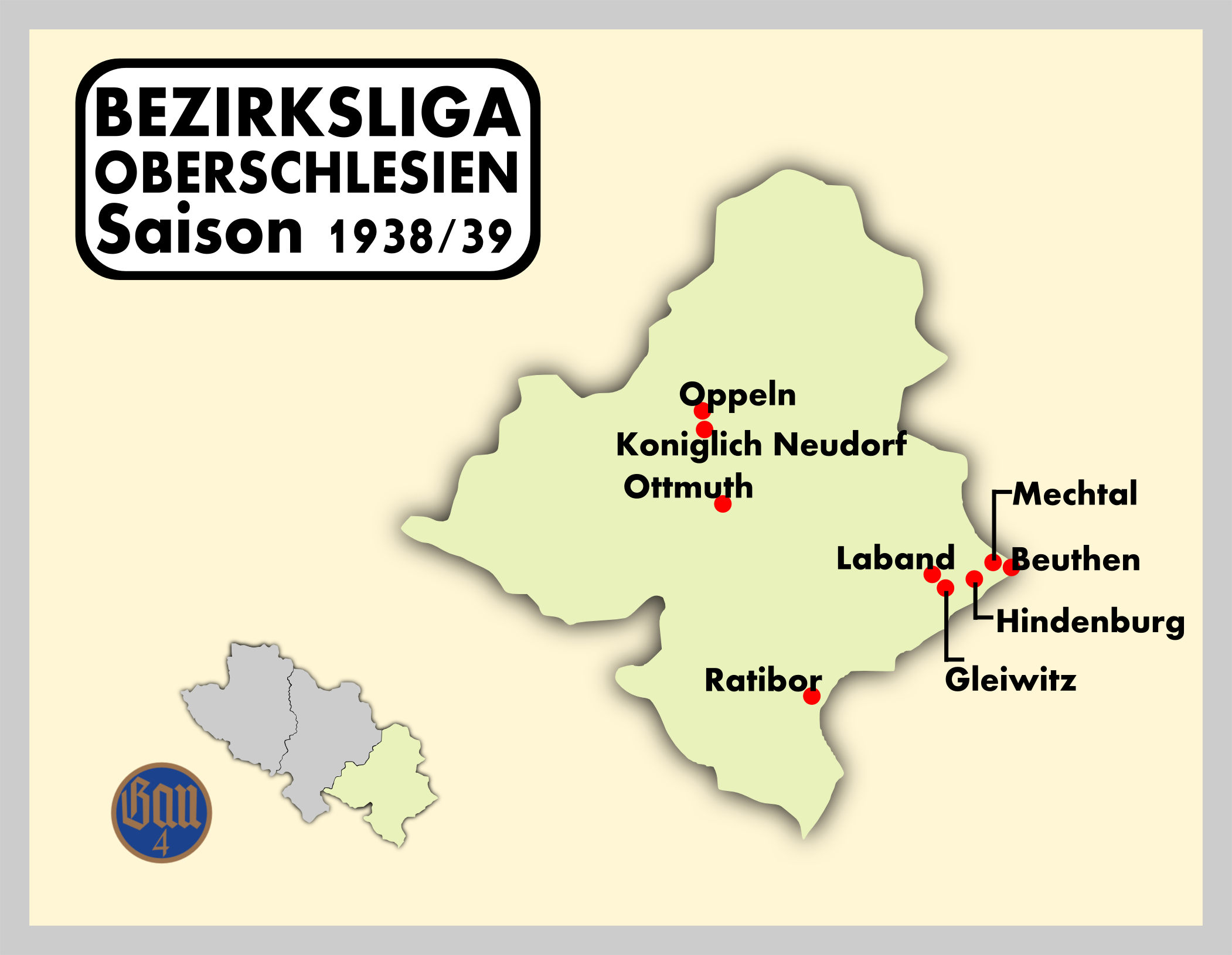
Speelsteden Bezirksliga Oberschlesien.

| Plaats | Club                              | Wed. | W  | G | V  | Saldo  | Ptn.  |
| ------ | --------------------------------- | ---- | -- | - | -- | ------ | ----- |
| 1.     | Beuthener SuSV 09                 | 22   | 20 | 1 | 1  | 103:19 | 41:03 |
| 2.     | SV Borsigwerk                     | 22   | 11 | 5 | 6  | 60:41  | 27:17 |
| 3.     | VfB 1910 Gleiwitz                 | 19   | 11 | 2 | 6  | 50:37  | 24:14 |
| 4.     | Sportfreunde 1921 Ratibor         | 21   | 9  | 3 | 9  | 57:41  | 21:21 |
| 5.     | SV Preußen 06 Ratibor             | 22   | 9  | 2 | 11 | 49:57  | 20:24 |
| 6.     | SuSV 1912 Mechtal                 | 20   | 6  | 7 | 7  | 34:26  | 19:21 |
| 7.     | Verein Oppelner Sportfreunde 1919 | 21   | 8  | 3 | 10 | 45:59  | 19:23 |
| 8.     | VfL 1935 Laband                   | 21   | 7  | 5 | 9  | 41:57  | 19:23 |
| 9.     | SV 1912 Königlich Neudorf         | 22   | 9  | 0 | 13 | 35:52  | 18:26 |
| 10.    | TuS Hindenburg 09                 | 20   | 6  | 4 | 10 | 31:57  | 16:24 |
| 11.    | SC Germania Oehringen             | 21   | 7  | 1 | 13 | 45:78  | 15:27 |
| 12.    | DSC Ottmuth                       | 19   | 4  | 3 | 12 | 27:53  | 11:27 |

|  | Kampioen, deelname Promotie-eindronde            |
|  | Trok zich na dit seizoen uit de competitie terug |
|  | Degradatie naar 1. Kreisklasse                   |

## Promotie-eindronde Kreisklasse

### Groep 1
| Plaats | Club                        | Wed. | W | G | V | Saldo | Ptn.  |
| ------ | --------------------------- | ---- | - | - | - | ----- | ----- |
| 1.     | SV Glückauf Beuthen         | 4    | 3 | 0 | 1 | 17:05 | 06:02 |
| 2.     | SC 1921 Deutsch-Krawarn (1) | 3    | 2 | 0 | 1 | 07:10 | 04:02 |
| 3.     | MSV Cosel                   | 3    | 0 | 0 | 3 | 01:10 | 00:06 |

(1):SC 1921 Deutsch Krawarn werd na het Verdrag van München  en de annexatie van het Hultschiner land in de Duitse competitie opgenomen. 
|  | Promotie naar Bezirksliga Oberschlesien 1939/40 |

### Groep 2
| Plaats | Club                          | Wed. | W | G | V | Saldo | Ptn.  |
| ------ | ----------------------------- | ---- | - | - | - | ----- | ----- |
| 1.     | RTSV Schlesien Neisse         | 4    | 3 | 0 | 1 | 07:02 | 06:02 |
| 2.     | WKG Oberhütten Andreashütte   | 4    | 2 | 0 | 2 | 05:06 | 04:04 |
| 3.     | Sportfreunde Preußen Konstadt | 4    | 1 | 0 | 3 | 06:10 | 02:06 |

|  | Promotie naar Bezirksliga Oberschlesien 1939/40 |